# Rosenskogssångare
Rosenskogssångare (Cardellina versicolor) är en fågel i familjen skogssångare inom ordningen tättingar. Den förekommer i södra Mexiko och Guatemala. Trots att beståndet är relativt litet och arten minskar i antal anses den vara livskraftig.

## Utseende och läten
Rosenskogssångaren är en 13 cm lång helt röd skogssångare med skärt huvud, röd panna och mörk tygel. Ovansidan är mörkröd, mörkare på vingar och stjärt, och undersidan rosaröd. Ungfåglar är mer skäraktigt kanelbruna, med svartaktiga vingar, två skära vingband och svartakti stjärt. Sången består av en serie tjippande och drillande ljud, medan lätet är ett tunt och ljust "tsiu".

## Utbredning och systematik
Fågeln förekommer i bergstrakter från allra sydligaste Mexiko (Chiapas) till Guatemala. Den behandlas som monotypisk, det vill säga att den inte delas in i några underarter.

### Släktestillhörighet
Tidigare placerades rosenskogssångaren tillsammans med röd skogssångare i släktet Ergaticus. DNA-studier har dock visat att de är närbesläktade med rödbröstad skogssångare (Cardellina rubrifrons) samt de två arterna kanadaskogssångare och svarthättad skogssångare som traditionellt placeras i Wilsonia. Numera inkluderas de därför i en och samma släkte, där Cardellina har prioritet.

## Status och hot
Arten har ett relativt utbredningsområde, men tros minska i antal, dock inte tillräckligt kraftigt för att den ska betraktas som hotad. Internationella naturvårdsunionen IUCN listar därför arten som livskraftig (LC). Beståndet uppskattas till mellan 20 000 och 50 000 individer.